# Kepodactylus
Kepodactylus (лат.) — род птерозавров из подотряда птеродактилей, обнаруженный в киммериджском — титонском ярусах юрской системы формации Моррисон, Колорадо, США.

## История открытия и наименования
В 1992 году команда из Денверского музея естественной истории откопала в Гарден-Парке, Колорадо, останки Stegosaurus stenops. В карьере они также обнаружили разрозненные фрагменты костей других животных, среди которых были кости неизвестного птерозавра. 
В 1996 году Джеральд Харрис и Кеннет Карпентер дали название новому роду. Типовым и единственным видом является Kepodactylus insperatus. Название рода происходит от греч. κήπος — «сад» и δάκτυλος — «палец», со ссылкой на типичные пальцы крыла птерозавров. Видовое имя означает «неожиданный» на латыни, намекая на то, что исследователи ожидали найти останки динозавра, а не птерозавра. 

## Описание
Род основывается на голотипе DMNH 21684, состоящем из шейного позвонка, плечевой кости, нескольких костей пальца и плюсны. Kepodactylus был похож на Mesadactylus, только больше размером (размах крыльев составлял около 2,5 метров) и с дополнительными воздушными полостями в позвонках и плечевых костях. Описавшие этот род учёные пришли к выводу, что найденное животное относилось к подотряду птеродактилей, и в пределах этой группы, используя филогению Дэвида Анвина, представителем клады, ныне известной, как Lophocratia. В недавнем обзоре птерозавров формации Моррисон данный род был расценён как потенциально валидный. Анвин отнёс его к базальному роду семейства Dsungaripteridae.